# Daniel Marin
Daniel Marin, född 30 augusti 1948 i Ştefăneşti, är en rumänsk tidigare handbollsspelare.

## Karriär
Daniel Marin började sin handbollskarriär i juniorlaget i Tanarul Dinamovist och flyttade till CS Dinamo Bukarest vid 19 års ålder. 1970  blev han uttagen i Rumäniens seniorlandslag. Där spelade han 98 (?) landskamper och vann VM-titeln med laget vid handbolls-VM i Berlin 1974. Två år tidigare hade han vunnit en bronsmedalj med laget vid OS i München 1972.
1967 vann han sin första titel vid Världsmästerskapet för ungdomar i Amsterdam. Han spelade i  Universitets-VM i Prag 1969 och vann en bronsmedalj men fyra år senare i Lund vann han guldet med Rumänien. Han spelade först i det rumänska ungdomslandslaget.
1993 blev han hedersmedlem i det rumänska handbollsförbundet (Federatiei Romane de Handbal). Han har också fått flera utmärkelser. Bland annat med Ordinul "Meritul Sportiv" och Lojalitetsorden "Serviciul credincios". 